# Gmina Nordanstig
Gmina Nordanstig (szw. Nordanstigs kommun) – gmina w Szwecji, w regionie Gävleborg, siedzibą jej władz jest Bergsjö.
Pod względem zaludnienia Nordanstig jest 219. gminą w Szwecji. Zamieszkuje ją 9872 osób, z czego 49,25% to kobiety (4862) i 50,75% to mężczyźni (5010). W gminie zameldowanych jest 154 cudzoziemców. Na każdy kilometr kwadratowy przypada 7,15 mieszkańca. Pod względem wielkości gmina zajmuje 70. miejsce.